# Microsoft Office 2011 dla komputerów Mac
Microsoft Office 2011 dla komputerów Mac – wersja pakietu Microsoft Office dla systemu OS X. Jest następcą pakietu Office 2008 i jest pierwszą wersją dla systemu Mac OS X obsługującą język polski.

## Edycje
| Aplikacje i usługi                   | Dla użytkowników domowych i uczniów | Dla użytkowników domowych i małych firm | Wersja edukacyjna | Standard |
| ------------------------------------ | ----------------------------------- | --------------------------------------- | ----------------- | -------- |
| Word                                 | Tak                                 | Tak                                     | Tak               | Tak      |
| PowerPoint                           | Tak                                 | Tak                                     | Tak               | Tak      |
| Excel                                | Tak                                 | Tak                                     | Tak               | Tak      |
| Outlook                              | Nie                                 | Tak                                     | Tak               | Tak      |
| Communicator                         | Nie                                 | Nie                                     | Nie               | Tak      |
| Office Web Apps                      | Nie                                 | Nie                                     | Nie               | Tak      |
| Remote Desktop Connection            | Nie                                 | Nie                                     | Nie               | Tak      |
| Information Rights Management        | Nie                                 | Nie                                     | Nie               | Tak      |
| Windows Share Point Services Support | Nie                                 | Nie                                     | Nie               | Tak      |
| Wsparcie techniczne                  | 90 dni                              | 1 rok                                   |                   |          |

Wersja "Dla użytkowników domowych i uczniów" jest dostępna zarówno na jedno stanowisko, jak i na 3 stanowiska w pakiecie rodzinnym. Wersja Dla użytkowników domowych i małych firm jest dostępna na jedno lub dwa stanowiska. Wersja Standard jest dostępna tylko w programach licencjonowania grupowego. Wersja edukacyjna została stworzona dla studentów szkół wyższych, pracowników oraz kadry i jest licencjonowana na jedno stanowisko.

## Minimalne wymagania systemowe
- Komputer Mac z procesorem firmy Intel,
- System operacyjny OS X wersja 10.5.8,
- Pamięć RAM: 1 GB,
- Miejsce na twardym dysku: 2.5 GB,
- System plików HFS+ (znany również jako „Mac OS Extended” lub „HFS Plus”),
- Napęd DVD lub połączenie z siecią LAN (w przypadku instalacji za pośrednictwem sieci),
- Rozdzielczość ekranu monitora: 1280 x 768.